# Patrick Manning

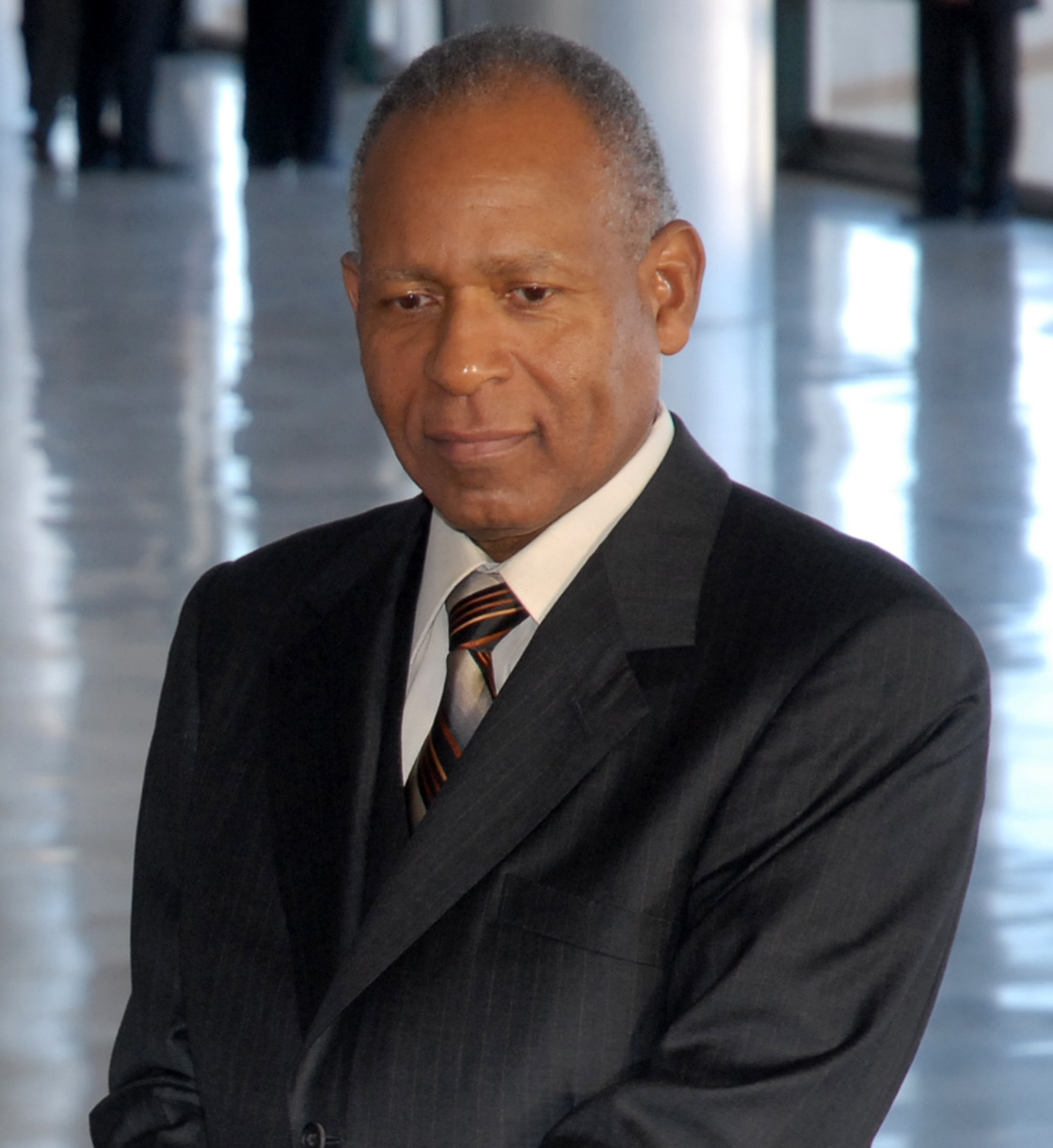
Patrick Manning (2008)

Patrick Augustus Mervyn Manning (* 17. August 1946 in San Fernando; † 2. Juli 2016 ebenda) war von 1991 bis 1995 sowie von 2001 bis 2010 Premierminister der Republik Trinidad und Tobago.

## Ausbildung, Studium und berufliche Tätigkeiten
Nach dem Besuch der Government School in seiner Geburtsstadt arbeitete er von 1965 bis 1966 als Arbeiter in einer Erdölraffinerie der Texaco Trinidad Inc. Im Anschluss daran studierte er bis 1969 Geologie an der University of the West Indies in Jamaika. Anschließend war er bis 1971 als Geologe erneut bei der Texaco beschäftigt.

## Politische Laufbahn und Aufstieg zum Minister
Manning, Mitglied des People’s National Movement (PNM) des Premierministers Eric Eustace Williams, wurde bei den Parlamentswahlen 1971 erstmals in das Repräsentantenhaus gewählt und vertrat dort 44 Jahre lang, bis 2015, den Wahlkreis San Fernando East. Er war zuletzt das dienstälteste Parlamentsmitglied.
Premierminister Williams berief ihn sofort zum Parlamentarischen Sekretär. Als solcher war er zunächst 1971 bis 1973 im Ministerium für Erdöl und Bergbau tätig und anschließend im Stab des Premierministers. 1974 wurde er Parlamentarischer Sekretär im Ministerium für Planung und Entwicklung sowie im folgenden Jahr im Ministerium für Industrie und Handel. Von 1976 bis 1978 war er Parlamentarischer Sekretär im Ministerium für Arbeit, Transport und Kommunikation.
1978 berief Premierminister Williams ihn zum Juniorminister für Unterhalt ins Finanzministerium. Im darauf folgenden Jahr wurde er Juniorminister für öffentliche Dienste im Finanzministerium sowie zugleich Juniorminister für Information im Amt des Premierministers.
Kurz vor seinem Tod berief ihn Premierminister Williams 1981 zum Informationsminister und Minister für Industrie und Handel.
Nach dem Amtsantritt von Premierminister George Michael Chambers am 30. März 1981 wurde er von diesem zum Minister für Energie und natürliche Ressourcen ernannt. Dieses Amt behielt er bis zur vernichtenden Wahlniederlage des PNM im Dezember 1986, bei der die PNM nur noch 3 der 36 Parlamentssitze erhielt.

## Oppositionsführer und Aufstieg zum Premierminister

### Erste Amtszeit als Premierminister 1991 bis 1995
Nach dem Rücktritt von Premierminister Chambers als Vorsitzender der PNM trat Manning dessen Nachfolge als Parteivorsitzender an. Zugleich war er bis 1991 Führer der Opposition im Repräsentantenhaus.
Nach dem Wahlsieg der PNM über die National Alliance for Reconstruction (NAR) bei den Parlamentswahlen im Dezember 1991 wurde er als Nachfolger von Arthur N. R. Robinson am 17. Dezember 1991 erstmals Premierminister von Trinidad und Tobago.
Während der ersten Amtszeit setzte Manning zunächst die bereits von der Vorgängerregierung begonnene Neuausrichtung und Liberalisierung der Wirtschaftspolitik fort. Des Weiteren wurde der staatlich festgesetzte Umtauschkurs des Trinidad und Tobago-Dollars durch einen vom Devisenmarkt bestimmten Wechselkurs ersetzt und mehrere staatliche Unternehmen an ausländische Eigentümer veräußert. Insbesondere dieser Schritt wurde von der nunmehr oppositionellen NAR heftig kritisiert. Zwar wollte auch diese die Auflösung der Staatsbetriebe, allerdings unter der Voraussetzung der Veräußerung an einheimische Käufer.
Darüber hinaus kam es zu einer innenpolitischen Krise nach der Entlassung von Außenminister Ralph Maraj und seiner „Selbsternennung“ zum „Vater der Nation“. Bei Nachwahlen verlor die PNM einen Sitz an die UNC. Darüber hinaus trat auch Maraj der Oppositionspartei NAR bei. Dadurch hatte die PNM nur noch eine Mehrheit von einem Sitz im Parlament. Aufgrund dieser Krise rief Manning ein Jahr vor Ablauf der Legislaturperiode Neuwahlen für November 1995 aus.

### Zweite Amtszeit als Premierminister 2001–2010
Bei den vorgezogenen Parlamentswahlen vom November 1995 verlor die PNM erneut die Mehrheit. Manning übernahm nach der Übergabe des Amtes des Premierministers an Basdeo Panday wiederum das Amt des Oppositionsführers im Repräsentantenhaus. Die PNM verlor auch die Parlamentswahlen im Jahr 2000.
Bei den wiederum vorgezogenen Parlamentswahlen vom Dezember 2001 kam es im Parlament zu einer Stimmengleichheit von jeweils 18 Mandaten für PNM und NAR. Am 24. Dezember 2001 kam es zu einem Eklat, als der amtierende Präsident Arthur N. R. Robinson mit der parlamentarischen Tradition brach und Manning trotz der Stimmengleichheit mit der NAR dem bisher amtierenden Premierminister Panday vorzog und zum Premierminister ernannte. Da wegen der Stimmengleichheit im Repräsentantenhaus kein Parlamentssprecher gewählt werden konnte, regierte Manning in den kommenden zehn Monaten ohne Parlament.
Am 7. Oktober 2002 rief Manning dann erneut vorgezogene Parlamentswahlen aus, da die verfassungsmäßig vorgeschriebene Verabschiedung des Haushalts anstand. Aus dieser Parlamentswahl ging die PNM mit 20 der 36 Sitze als Siegerin hervor.
Die zweite Amtszeit war geprägt durch einen Anstieg der Kriminalität und Korruption. Premierminister Manning wurde dabei insbesondere die Ernennung seiner Ehefrau Hazel Manning zur Senatorin und Erziehungsministerin vorgeworfen.
Andererseits konnte seine Regierung wegen höherer Einnahmen aus Erdöl- und Gasverkäufen die Einkommensteuer absenken und die freie Schulausbildung wieder einführen. Am 6. November 2007 fanden erneut Parlamentswahlen statt, die Manning gewann.
Manning trat mit der Aussage „die Todesstrafe ist ein unentbehrlicher Bestandteil in der Verbrechensbekämpfung“ für die Wiederaufnahme der Vollstreckung von Todesurteilen ein. Hierzu verlangte er eine Gesetzesänderung, die den Revisionsprozess bei Todesurteilen beschleunigen sollte. Die Vollstreckung der Todesstrafe war nach einem Urteil des Judicial Committees des Thronrates faktisch außer Kraft gesetzt worden, da das Komitee eine Vollstreckung der Todesstrafe nach einer Haftzeit von über fünf Jahren als „grausam“ (cruel and unusual punishment) angesehen hatte. Den Verteidigern gelang es im Anschluss an dieses Urteil, die Dauer des Revisionsverfahrens bis zu einem endgültigen Urteil über diese festgesetzte Fünf-Jahres-Frist zu ziehen, so dass seit 1999 kein Todesurteil mehr vollstreckt wurde.
Bei den Wahlen im Mai 2010 verlor er gegen die Oppositionspolitikerin Kamla Persad-Bissessar.